# Val di Zoldo (commune)
Val di Zoldo est une commune italienne dans la province de Belluno en Vénétie. Elle est née le 23 février 2016 à la suite de la fusion des communes de Forno di Zoldo et Zoldo Alto. Le siège municipal est Fusine, ancien chef-lieu de la municipalité de Zoldo Alto.